# Anton Zajc (umetnik)
Anton Zajc (tudi Seitz ali Saic), slovenski podobar in pozlatar, * 25. oktober 1819, Sovodenj, † 1871, Hrvaška.

## Življenje in delo
V rojstni hiši je imel svojo delavnico, kjer so mu bili pomočniki: Janez Brelih, Jožef Preben, Markuš Zajc, vsi iz Oselice; Johan Mavrič iz Bukovskega; Johan Skvarča in Anton Skvarča iz Cerknega; poleg tega je Zajc tudi kmetoval. 
Poročil se je z Mino Treven in imel hčeri Marijo in Marjano. 

## Pomembnejša dela
- Gorje, župnijska cerkev, veliki oltar, dva stranska oltarja (1854), iz lesa; kip sv. Jurija za znamenje v vasi 1854 (prvotno je stal v tronu velikega oltarja ž. c.)
- Male Vodenice pri Kostanjevici, podružnični cerkvi, veliki oltar 1864 (zadaj zapisek: gemoht Anton Seitz)
- Koprivnik pri Kočevju, p. c. sv. Jožefa, veliki oltar
- Žalostna gora pri Preserju, p. c., popravilo baročnega velikega oltarja (zadaj na oltarju: 17. 7. 1852)
- Nova Oselica, štirje oltarji